# Devin Vassell
Devin Vassell (Suwanee, 23 augustus 2000) is een Amerikaans basketballer die speelt als shooting guard voor de San Antonio Spurs.

## Carrière
Vasell speelde collegebasketbal voor de Florida State Seminoles voordat hij zich in 2020 kandidaat stelde voor de NBA Draft 2020.. Hij werd als 11de gekozen in de eerste ronde door de San Antonio Spurs. Hij maakte zijn NBA-debuut op 23 december in de openingswedstrijd van San Antonio tegen de Memphis Grizzlies. Vanaf het seizoen 2021/22 werd Vassell vaker uitgespeeld als basisspeler. Bij de start van het seizoen 2022/23 werd zijn status als basisspeler bevestigd. Op 5 januari 2023 moest Vassell echter een chirurgische ingreep onderaan aan de linkerknie. Als gevolg van deze blessure was hij ruim twee maanden out en ook nadien bleef Vassell voor de rest van het seizoen wat sukkelen met blessures. Op 2 oktober 2023 tekende Vassell een vernieuwd 5-jarig contract bij de San Antonio Spurs, goed voor een bedrag van 146 miljoen dollar en meteen ook het duurste contract in de geschiedenis van de San Antonio Spurs.

## Statistieken
| Legenda | Legenda                | Legenda | Legenda                 | Legenda | Legenda               |
| ------- | ---------------------- | ------- | ----------------------- | ------- | --------------------- |
| WG      | Wedstrijden gespeeld   | WS      | Wedstrijden als starter | MPW     | Minuten per wedstrijd |
| 2P%     | Twee-punterpercentage  | 3P%     | Drie-punterpercentage   | VW%     | Vrije-worppercentage  |
| RPW     | Rebounds per wedstrijd | APW     | Assists per wedstrijd   | SPW     | Steals per wedstrijd  |
| BPW     | Blocks per wedstrijd   | PPW     | Punten per wedstrijd    | Vet     | Hoogste in carrière   |

### Regulier seizoen
| Seizoen  | Team              | WG  | WS  | MPW  | 2P%  | 3P%  | VW%  | RPW | APW | SPW | BPW | PPW  |
| -------- | ----------------- | --- | --- | ---- | ---- | ---- | ---- | --- | --- | --- | --- | ---- |
| 2020/21  | San Antonio Spurs | 62  | 7   | 17,0 | 40,6 | 34,7 | 84,3 | 2,8 | 0,9 | 0,7 | 0,3 | 5,5  |
| 2021/22  | San Antonio Spurs | 71  | 32  | 27,3 | 42,7 | 36,1 | 83,8 | 4,3 | 1,9 | 1,1 | 0,6 | 12,3 |
| 2022/23  | San Antonio Spurs | 38  | 32  | 31,0 | 43,9 | 38,7 | 78,0 | 3,9 | 3,6 | 1,1 | 0,4 | 18,5 |
| 2023/24  | San Antonio Spurs | 68  | 62  | 33,1 | 47,2 | 37,2 | 80,1 | 3,8 | 4,1 | 1,1 | 0,3 | 19,5 |
| Carrière | Carrière          | 239 | 133 | 26,9 | 44,4 | 36,9 | 80,9 | 3,7 | 2,5 | 1,0 | 0,4 | 13,6 |

### Play-in
| Seizoen  | Team              | WG | WS | MPW  | 2P%  | 3P%  | VW%   | RPW | APW | SPW | BPW | PPW  |
| -------- | ----------------- | -- | -- | ---- | ---- | ---- | ----- | --- | --- | --- | --- | ---- |
| 2020/21  | San Antonio Spurs | 1  | 0  | 9,9  | 33,3 | –    | –     | 1,0 | 0   | 1,0 | 0   | 2,0  |
| 2021/22  | San Antonio Spurs | 1  | 1  | 36,9 | 46,7 | 53,8 | 100,0 | 2,0 | 3,0 | 0   | 0   | 23,0 |
| Carrière | Carrière          | 2  | 1  | 23,4 | 44,4 | 53,8 | 100,0 | 1,5 | 1,5 | 0,5 | 0   | 12,5 |